# 笔架山 (锦州)
笔架山位于中国辽宁省锦州市南35公里的辽东湾中，紧邻锦州港，是一座近海中的陆连岛。南北长1.5公里，东西宽0.8公里，总面积约1平方公里。岛上三峰，形如笔架，故名。另有一座位于其东北部海域的小笔架山与之遥相呼应，故此岛有时被称为大笔架山。岛上有三清阁等古迹。
笔架山北部有一条连接大陆海岸的天然形成的砂石路，长1.8公里，低潮是出露，高潮时没入海中，时隐时现，被称为“天路”。
笔架山连同岛屿及沿岸海滩共同组成了笔架山风景区，风景区总面积8平方公里，其中陆地面积4.72平方公里，海域面积3.28平方公里。